# Mr. Rotondi
Nathaniel Rotondi (Nathaniel Bumpo) è un personaggio immaginario creato da Garth Ennis (testi) e Steve Dillon (disegni) per i fumetti Marvel Comics. La sua prima apparizione avviene in The Punisher vol. 4 del 2000.

## Biografia del personaggio
Mr. Rotondi è il vicino di casa del Punitore. Obeso, Rotondi viene spesso ricoverato in ospedale, costringendo il vigilante ad aiutarlo spesso e volentieri.
Durante la battaglia con il Russo, il Punitore lo userà come arma per soffocare il nemico. Successivamente viene ricompensato con del denaro sottratto a Ma Gnucci; attualmente vive in una clinica.

## Altri media

### Videogiochi
Mr. Rotondi appare in The Punisher del 2005.

### Cinema
Il personaggio è interpretato da John Pinette in The Punisher del 2004.